# Onthophagus nigriceps
Onthophagus nigriceps es una especie de insecto del género Onthophagus, familia Scarabaeidae, orden Coleoptera.
 Fue descrito por Raffray en 1877.